# Microcylloepus chilensis
Microcylloepus chilensis is een keversoort uit de familie beekkevers (Elmidae). De wetenschappelijke naam van de soort werd in 1957 gepubliceerd door Janssens.